# Радич, Мирослав
Мирослав Радич (серб. Мирослав Радић, родился 10 сентября 1962 в Земуне) — капитан ЮНА, участник битвы за Вуковар. Один из обвинявшихся МТБЮ в совершении военных преступлений (оправдан в 2007 году).

## Биография

### Война в Хорватии и МТБЮ
Окончил в 1985 году Военную академию ЮНА в Сараево как офицер пехотных частей. В 1991 году дослужился до звания капитана, занимал пост пехотной роты 1-го батальона 1-й гвардейской механизированной бригады (в батальоне служили бойцы Территориальной обороны и кадровые военные ЮНА). Участник сражения за Вуковар, после взятия города уволился с воинской службы и уехал в Сербию, где занимался предпринимательской деятельностью.
В 1995 году капитану Радичу, полковнику Миле Мркшичу и майору Веселину Шливанчанину Международный трибунал по бывшей Югославии предъявил обвинения в совершении преступлений против человечности и нарушении законов и обычаев войны. Их обвиняли в участии в массовых убийствах хорватских военнопленных в Овчарах (окраина Вуковара). В частности, Радичу инкриминировали то, что он лично вывозил из Вуковарской больницы 400 человек несербской национальности, которых потом расстреляли в Овчарах, а потом скрывал следы убийств.
21 апреля 2003 года Радич был арестован в белградском районе Медакович, а 17 мая был передан представителям Международного трибунала по бывшей Югославии в Гааге. Он пробыл 1622 дня под стражей в Схевенингене: прокурор требовал приговорить Радича к двум пожизненным срокам. 27 сентября 2007 года он был полностью оправдан и освобождён из-под стражи, вылетев первым же рейсом в Сербию.

### Судебная тяжба с властями
По возвращении в Белград Радич потребовал от властей компенсацию за нанесённый ему моральный ущерб в размере 50 миллионов динаров, однако получил отказ от Министерства юстиции Сербии (19 октября 2008 года), а в октябре 2011 года Верховный суд Белграда признал иск необоснованным, сославшись на то, что против Радича не возбуждалось уголовное дело. 17 июня 2014 года Радич, не сумев добиться компенсации от Апелляционного суда в Белграде (его решение отклонили 9 апреля того же года), подал жалобу в Верховный кассационный суд Сербии, однако 23 декабря 2015 года его жалобу снова оставили без удовлетворения, сославшись на то, что экстрадиция Радича в Гаагу — это действия властей Сербии, выполненные по запросу МТБЮ.
Позже Радич обратился в Верховный суд Сербии, однако и там ему отказали в удовлетворении иска, сославшись на отсутствие уголовного дела. В связи с этим 1 ноября 2018 года в газете «Политика» появилось заявление Радича о намерении подать жалобу в Европейский суд по правам человека в Страсбурге.

### Семья
Отец Радича, Йово, умер спустя 9 дней после того, как Мирослав явился с повинной в Гаагу; на его могиле сын побывал только после возвращения из Нидерландов. Сам Мирослав разведён (его сыновья выросли без его участия в воспитании), по состоянию на 2016 год работал разнорабочим на стройке в Добановцах.